# Werner Hop
Werner Hop († nach 1410) war Ratsherr der Hansestadt Lübeck.

## Leben
Werner Hop gehörte zu den sehr angesehenen Kaufleuten in Lübeck. Er stand in direkten Handelsbeziehungen sowohl zu Königin Margarethe I. von Dänemark wie zu König Albrecht von Schweden, der ab 1384 Herzog zu Mecklenburg war. Im Zuge der bürgerlichen Unruhen in Lübeck zu Beginn des 15. Jahrhunderts wurde er Mitglied des Bürgerausschusses der 60er in Lübeck. Er wurde nach Vertreibung des Alten Rates 1408 in den Neuen Rat gewählt und gehörte diesem zumindest bis 1409 an. 
Hop war in erster Ehe verheiratet mit der Witwe des Lübecker Bürgers Wynecke Castorp. In zweiter Ehe heiratete er 1407 Adelheid Krowel, die Tochter des Lübecker Bürgers Johann Krowel d. Ä. Der vermögende Hop konnte bei seiner zweiten Eheschließung die drei Söhne aus erster Ehe mit je 1000 Mark auszahlen. Er bewohnte zunächst das Haus Mengstraße 18, später die Alfstraße 36 und nach Wiederverheiratung 1407 das von seiner zweiten Frau mit in die Ehe gebrachte Haus Kohlmarkt 1 in der Lübecker Altstadt. Er errichtete 1406 und 1410 Testamente.